# Giacomo Francesco Bussani
Giacomo Francesco Bussani fut un librettiste d'opéras italien actif au XVIIIe siècle.

## Œuvres
Parmi les livrets de Giacomo Francesco Bussani figurent notamment Ercole su'l Termodonte (musique d'Antonio Vivaldi) et Giulio Cesare in Egitto (musique de Georg Friedrich Haendel).